# Beauharnois (ancienne circonscription fédérale)
Pour les articles homonymes, voir Beauharnois.
Beauharnois fut une circonscription électorale fédérale située en Montérégie dans le sud-ouest du Québec, représentée de 1867 à 1917, 1949 à 1953 et de 1968 à 1972.

## Histoire
C'est l'Acte de l'Amérique du Nord britannique de 1867 qui créa ce qui fut appelé le district électoral de Beauharnois. Abolie en 1933, elle fut fusionnée à la circonscription de Beauharnois—Laprairie.
De nouveau créée en 1947 à partir des circonscriptions de Beauharnois-Laprairie et de Châteauguay—Huntingdon, elle adopta le nom de Beauharnois—Salaberry en 1952. Renommée Beauharnois en de 1966 à 1971 et de 1976 à 1977, elle est connue sous le nom de Beauharnois—Salaberry depuis.

## Géographie
En 1867, la circonscription de Beauharnois comprenait:
- La seigneurie de Beauharnois
- Les paroisses de Saint-Clément, Saint-Louis-de-Gonzague, Saint-Stanislas-de-Kostka, Sainte-Cécile et Saint-Timothée

En 1924, elle comprenait:
- Le comté de Beauharnois
- La cité de Valleyfield

En 1947, elle comrpenait:
- Le comté de Beauharnois
- La cité de Salaberry-de-Valleyfield
- Les villes de Maple Grove, Beauharnois, Châteauguay et Léry
- Les municipalités de Saint-Joachim-de-Châteauguay, Saint-Anicet et de Sainte-Barbe

## Députés
1. 1867-1872 — Michael Cayley, Conservateur
2. 1872-1878 — Ulysse-Janvier Robillard, Cons. indépendant
3. 1878-1878 — Michael Cayley, Conservateur (2)
4. 1879¹-1900 — Joseph-Gédéon-Horace Bergeron, Conservateur
5. 1900-1904 — George di Madeiros Loy, Libéral
6. 1904-1908 — Joseph-Gédéon-Horace Bergeron, Conservateur (2)
7. 1908-1925 — Louis-Joseph Papineau, Libéral (1908-1911), Conservateur (1911-1917) et Libéral (1917-1925)
8. 1925-1935 — Maxime Raymond, Libéral

Circonscription de Beauharnois—Laprairie (1935-1949)
1. 1949-1958 — Robert Cauchon, Libéral

Circonscription de Beauharnois—Salaberry depuis 1958